# Erfweiler
Erfweiler település Németországban, Rajna-vidék-Pfalz tartományban. Lakosainak száma 1173 fő (2023. december 31.).

## Népesség
A település népességének változása:
| Lakosok száma | 1145 | 1193 | 1213 | 1195 | 1187 | 1173 |
|               | 1975 | 2017 | 2019 | 2021 | 2022 | 2023 |